# Кокава-над-Римавицоу (район Полтар)
Кокава-над-Римавицоу (словац. Kokava nad Rimavicou) — большая деревня в районе Полтар Банскобистрицкого края Словакии.
Расположена в горном массиве Столицке Врхи у подножья горы Кленовски Вепор (1 338 м) рядом со слиянием рек Римавица и Кокавка. От этого и берëт своё название.
Находится в 14 км восточнее Гнуштя, в 15 км от Полтара и 60 км западнее г. Гринёва.
Население — 3 026 человек (2001).
В прошлом Кокава-над-Римавицоу — центр регионального производства стекла. В XX веке здесь были созданы две бумажные фабрики, цех по производству поташа, деревообрабатывающее производство.
Кокава-над-Римавицоу — место традиционного фольклорного фестиваля Koliesko. Рядом расположена рекреационная зона и горнолыжный курорт Кокава-Линия, которая используется, в основном, зимой, как местом отдыха и для занятий лыжным спортом.

## Население
| Год:                | 1994 | 2004    | 2014    | 2024    |
| ------------------- | ---- | ------- | ------- | ------- |
| Количество человек: | 3167 | 3118    | 2971    | 2703    |
| Разница:            |      | −1,54 % | −4,71 % | −9,02 % |